# Objectifs du millénaire pour le développement
Pour les articles homonymes, voir OMD.
 (octobre 2021).
 (juillet 2023).
La mise en forme du texte ne suit pas les recommandations de Wikipédia : il faut le « wikifier ».
Les points d'amélioration suivants sont les cas les plus fréquents :
- Les titres sont pré-formatés par le logiciel. Ils ne sont ni en capitales, ni en gras.
- Le texte ne doit pas être écrit en capitales (les noms de famille non plus), ni en gras, ni en italique, ni en « petit »…
- Le gras n'est utilisé que pour surligner le titre de l'article dans l'introduction, une seule fois.
- L'italique est rarement utilisé : mots en langue étrangère, titres d'œuvres, noms de bateaux, etc.
- Les citations ne sont pas en italique mais en corps de texte normal. Elles sont entourées par des guillemets français : « et ».
- Les listes à puces sont à éviter, des paragraphes rédigés étant largement préférés. Les tableaux sont à réserver à la présentation de données structurées (résultats, etc.).
- Les appels de note de bas de page (petits chiffres en exposant, introduits par l'outil «  Source ») sont à placer entre la fin de phrase et le point final[comme ça].
- Les liens internes (vers d'autres articles de Wikipédia) sont à choisir avec parcimonie. Créez des liens vers des articles approfondissant le sujet. Les termes génériques sans rapport avec le sujet sont à éviter, ainsi que les répétitions de liens vers un même terme.
- Les liens externes sont à placer uniquement dans une section « Liens externes », à la fin de l'article. Ces liens sont à choisir avec parcimonie suivant les règles définies. Si un lien sert de source à l'article, son insertion dans le texte est à faire par les notes de bas de page.
- La présentation des références doit suivre les conventions bibliographiques. Il est recommandé d'utiliser les modèles {{Ouvrage}}, {{Chapitre}}, {{Article}}, {{Lien web}} et/ou {{Bibliographie}}. Le mode d'édition visuel peut mettre en forme automatiquement les références.
- Insérer une infobox (cadre d'informations à droite) n'est pas obligatoire pour parachever la mise en page.

Pour une aide détaillée, merci de consulter Aide:Wikification.
Si vous pensez que ces points ont été résolus, vous pouvez retirer ce bandeau et améliorer la mise en forme d'un autre article.
Les objectifs du millénaire pour le développement (OMD, Millennium Development Goals en anglais), sont huit objectifs adoptés en 2000 à New York (États-Unis) avec la Déclaration du millénaire de l'Organisation des Nations unies par 193 États membres de l'ONU, et au moins 23 organisations internationales, qui sont convenus de les atteindre pour 2015.
Ces objectifs recouvrent de grands enjeux humanitaires : la réduction de l’extrême pauvreté et de la mortalité infantile, la lutte contre plusieurs épidémies dont le SIDA, l'accès à l’éducation, l’égalité des sexes, et l'application du développement durable.
En 2015 sont publiés les Objectifs de développement durable (ODD), qui prennent la suite de ces objectifs.

## Objectifs
Les objectifs adoptés sont répartis en huit domaines.
1. Réduire l'extrême pauvreté et la faim.
2. Assurer l'éducation primaire pour tous.
3. Promouvoir l'égalité et l'autonomisation des femmes.
4. Réduire la mortalité infantile.
5. Améliorer la santé maternelle.
6. Combattre les maladies.
7. Assurer un environnement humain durable.
8. Mettre en place un partenariat mondial pour le développement.

### Objectif 1: réduire l'extrême pauvreté et la faim
Chacun des Objectifs du millénaire pour le développement se décompose en plusieurs cibles. Le premier objectif repose sur trois cibles.

#### Première cible: réduire de moitié, entre 1990 et 2015, la part des individus vivant avec moins d'un dollar par jour
La Banque mondiale estime qu'en 2005, 1,4 milliard d'individus vivaient dans une pauvreté extrême. La crise alimentaire, conséquence de la hausse du prix des matières premières (dont agricoles) pousse environ 100 millions de personnes en plus dans une situation d'extrême pauvreté. Si cet objectif semble à portée, c'est principalement en raison de la croissance économique de l'Asie, alors que la zone de l'Afrique sub-saharienne semble stagner.

#### Deuxième cible: fournir un emploi décent et productif à tous, femmes et jeunes inclus.
Ces dix dernières années, la productivité dans les pays d'Asie et de la CEI a été multipliée par quatre, contribuant à faire baisser le nombre de travailleurs pauvres. En revanche, l'Afrique sub-saharienne reste en retard sur cet objectif, avec plus de 50 % de travailleurs vivant avec moins d'un dollar par jour .

#### Troisième cible: réduire de moitié entre 1990 et 2015 la part des individus souffrant de la faim (malnutrition,sous-nutrition).
La hausse des prix des matières premières, mais également les changements dans les régimes alimentaires, l'urbanisation, l'utilisation des parcelles pour la production de biocarburants ou encore le problème des subventions aux agricultures développées, rendent cette cible difficile à atteindre. L'Asie du Sud et l'Afrique sub-saharienne sont les zones les plus touchées par la sous-nutrition infantile.

### Objectif 2: assurer à tous l'éducation primaire
Le deuxième objectif vise à ce que tous les enfants, garçons et filles, partout dans le monde, puissent bénéficier d'ici 2015 d'un cycle complet d’études primaires.
En 2006, 570 millions d'enfants étaient scolarisés, ce qui laisse 73 millions d'enfants en âge de l'être hors de l'école. 88 % des enfants des pays en voie de développement sont scolarisés, ce qui laisse penser que l'objectif est atteignable d'ici 2015.
En Afrique sub-saharienne, le taux de scolarisation des enfants atteignait 12,5 % en 2006, et en Asie du Sud, 9.
L'expérience prouve que la scolarisation baisse sensiblement quand les frais d'inscription sont augmentés (cas de nombreux États de l'Afrique) .

### Objectif 3: promouvoir l'égalité des sexes et l'autonomisation des femmes
La promotion de l'égalité des sexes vise à éliminer les disparités entre les sexes, notamment dans l'éducation primaire et secondaire, d'ici 2005, et à tous les niveaux de l'éducation d'ici 2015, sachant qu'en moyenne, dans les pays en voie de développement, 94 filles sont scolarisées pour 100 garçons, et que dans 2 pays sur 3, au sens restreint du terme, l'égalité des sexes à l'école est atteinte.
Ce sont les zones rurales et pauvres dans lesquelles il y a un dernier effort à fournir.
Reste que l'objectif de l'autonomisation des femmes reste distant, dans les pays en voie de développement comme dans les pays industrialisés. Dans les premiers, seuls 39 % des emplois non agricoles sont pourvus par des femmes, et dans les seconds, seulement 46 %.

### Objectif 4: réduire la mortalité infantile
L'objectif 4 est de réduire de deux-tiers, entre 1990 et 2015, la mortalité infantile. Entre 1990 et 2006, la mortalité à cinq ans au niveau mondial a chuté de 90 à 72 décès pour 1 000 naissances vivantes. Un enfant né dans un pays en développement a 13 fois plus de risques de mourir dans ses cinq premières années de vie qu'un enfant né dans un pays industrialisé. Pour la première fois en 2006, le nombre de décès chez les enfants de moins de 5 ans est passé sous la barre symbolique des 10 millions. Cependant, 27 pays n'ont fait aucun progrès en la matière depuis 1990.
Le 6 juillet 2015, date de dépôt du rapport final des Objectifs du Millénaires pour le Développement, le taux de mortalité des enfants de moins de cinq ans avait baissé de plus de moitié par rapport à 1990, passant de 90 à 43 décès pour 1000 naissances vivantes. Le nombre de décès d'enfants de moins de cinq ans était alors à près de 6 millions dans le monde comparativement à 12,7 millions en 1990. Plusieurs commentateurs critiquent toutefois la faisabilité de l'objectif pris comme étalon de mesure pour les pays d'Afrique subsaharienne. Bien qu'ayant globalement énormément progressé en direction de l'objectif avec un taux de réduction cinq fois plus élevé entre 2005 et 2013 qu'entre 1990 et 2005, seulement 10 pays des 22 de la région ont atteint l'objectif. Ce qui mène certains chercheurs à avancer que l'objectif était irréaliste et que les cibles des Objectifs de développement durable pour 2030 devraient être ambitieuses tout en restant accessibles pour le plus de pays possibles. 
Les causes principales de mortalité infantiles sont la pneumonie, les diarrhées, la malaria et la rougeole, des maladies que l'on peut traiter facilement avec les outils appropriés (notamment par la ré-hydratation et les traitements anti-moustiques). La mortalité infantile est également liée au niveau d'éducation des mères.

### Objectif 5: améliorer la santé maternelle

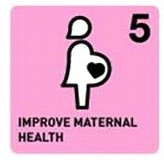
Logo du cinquième objectif du millénaire pour le développement : "améliorer la santé maternelle", "improve maternal health" en anglais.

En 2005, une femme mourait chaque minute de complications liées à la gestation et à la naissance, soit plus de 500 000 décès par an, dont 99 % dans des pays en voie de développement. En Afrique sub-saharienne, 1 femme sur 22 risque de connaître ces complications, contre 1 sur 7 300 dans les pays développés. Les extrêmes vont de 1 cas de complication sur 7 au Niger contre 1 pour 17 400 en Suède.
Chaque année, 1 million d'enfants deviennent ainsi orphelins de mère, ce qui multiplie par 10 leur risque de mourir prématurément. 
L'objectif 5 est donc de réduire la mortalité maternelle de trois quarts entre 1990 et 2015.
- Cible 1

Réduire de trois quarts la mortalité maternelle. Au niveau mondial, la mortalité maternelle n'a baissé que de 1 % par an entre 1990 et 2005, loin des 5,5 % par an nécessaires pour remplir cet objectif du millénaire. Cette moyenne cache des disparités : l'Asie du sud, l'Océanie, l'Asie du Sud-Est et l'Afrique du nord ont fait des progrès notables, alors que la mortalité maternelle en Afrique subsaharienne n'a quasiment pas baissé en quinze ans . La clé du succès sur cet objectif réside dans la présence de personnel qualifié (médecin, infirmière ou sage-femme) au moment de l'accouchement. Les visites médicales prénatales sont également un facteur de réduction de la mortalité maternelle, cette couverture médicale a progressé. La part de femmes ayant eu une visite médicale prénatale dans les pays en développement est passée de 50 % en 1990 à presque 75 % en 2000. L'organisation mondiale de la santé (OMS) et l'UNICEF préconisent un minimum de quatre visites médicales prénatales.
- Cible 2

L'accès universel à la santé reproductive. Il s'agit d'offrir aux populations une éducation à la santé reproductive capable d'enrayer le phénomène des grossesses précoces, qui entraînent souvent des complications pour la santé de la mère et de l'enfant. Le taux de naissance chez les femmes de 15 à 19 ans a connu une baisse de 1990 à 2000 puis a stagné depuis. Enfin, l'absence d'offre d'un service de planning familial limite l'accès des populations aux contraceptifs qui leur permettraient de retarder l'âge de maternité.

### Objectif 6: combattre le VIH/SIDA, le paludisme et les autres maladies
Chaque jour, près de 7 500 personnes sont contaminés par le VIH et 5 500 meurent du SIDA. En 2007, 33 millions de personnes vivaient avec le VIH/SIDA, un chiffre en hausse depuis 2001, et qui concernent avant tout l'Afrique subsaharienne.
Le paludisme (aussi appelé la malaria) tue plus d'un million de personnes par an, dont 80 % sont des enfants de moins de 5 ans vivant en Afrique subsaharienne.
- Cible 1

Endiguer voire faire reculer la pandémie du VIH et du SIDA. Si les traitements anti-rétroviraux ont réussi à faire baisser le nombre de nouveaux contaminés par le VIH et à faire réduire le nombre de décès dus au SIDA, la durée de vie prolongée des personnes infectées par le VIH fait que le nombre total de contaminés a augmenté, de 29,5 millions en 2001 à 33 millions en 2007. On remarque également qu'en proportion, de plus en plus de femmes sont porteuses du virus.
- Cible 2

Rendre accessible à tous d'ici 2010 les traitements disponibles contre le VIH et le SIDA. Les anti-rétroviraux ont allongé l'espérance de vie des malades, mais il existe toujours un fossé entre le nombre de personnes en attente de ce type de traitement et le nombre de traitements disponibles. Ainsi, en Amérique Latine, 62 % des personnes contaminées ont accès aux anti-rétroviraux, en Afrique subsaharienne, 30 %, et dans la Communauté des États indépendants (CEI), seulement 14 %.
- Cible 3

Endiguer voire faire reculer l'incidence du paludisme (véhiculé par les moustiques) et des principales autres maladies. Des efforts considérables ont été faits en ce qui concerne l'utilisation de moustiquaires de lit traités à l'insecticide anti-paludisme. Au Togo par exemple, la proportion d'enfants dormant sous ce type de moustiquaire est passée de 2 % en 2000 à 38 % en 2006. Si la prévention semble donc progresser, les traitements contre la maladie restent trop peu nombreux, et pour les meilleurs (artemisinine), trop chers et trop peu utilisés.
La tuberculose, autre maladie visée par les Objectifs du Millénaire pour le Développement, continue de tuer 1,7 million de personnes par an et d'en infecter 14,4 millions (2006), un chiffre dont la hausse s'explique mécaniquement par la hausse de la population. L'objectif de réduire de moitié la prévalence (ou le taux d'infection) de la tuberculose en 2015 semble s'éloigner : certaines zones (Afrique sub-saharienne) sont largement dépassées par le phénomène, et d'autres (Océanie, Asie du Sud, Asie du Sud-Est) connaissent toujours des taux de prévalence extrêmement haut (entre 264 pour 100 000 habitants en Asie de l'Est et jusqu'à 521 pour 100 000 en Afrique subsaharienne).

### Objectif 7: assurer un environnement humain durable
(juillet 2023).
Si vous êtes l’auteur de ce texte, vous êtes invité à donner votre avis ici. À moins qu’il soit démontré que l’auteur de la page autorise la reproduction et que ce contenu soit compatible avec les principes fondateurs de Wikipédia, cette page sera supprimée ou purgée au bout d’une semaine maximum. En attendant le retrait de cet avertissement, veuillez ne pas réutiliser ce texte.
Le septième objectif consiste à assurer un environnement durable : il repose sur 4 cibles.
- Cible 1

La première cible consiste à intégrer les principes du développement durable dans les politiques et les programmes nationaux et inverser la tendance actuelle à la déperdition des ressources naturelles.
- Cible 2

La  deuxième cible consiste à réduire la perte de biodiversité et atteindre d'ici 2010 une diminution importante du taux de perte de biodiversité. Cet objectif n'a pas été atteint, mais la biodiversité reste pour au moins 10 ans une priorité mondiale de l'ONU qui pour en témoigner, a déclaré la « décennie 2011-2020 » « Décennie de la biodiversité », avec une stratégie renouvelée décidée à la Conférence de l'ONU à Nagoya de 2010, et qui sera précisée à la « Conférence d'Hyderabad sur la diversité biologique » de 2012.
- Cible 3

La troisième cible vise à réduire de moitié le pourcentage de la population qui n'a pas accès de façon durable à un approvisionnement en eau de boisson salubre et à des services d'assainissement de base.
- Cible 4

La quatrième cible est de parvenir à améliorer sensiblement, d'ici 2020, la vie d'au moins 100 millions d'habitants de bidonvilles ou de taudis.

### Objectif 8: construire un partenariat mondial pour le développement
L'aide publique au développement continue de baisser, de son record de 107,1 milliards de dollars en 2005 à 103,7 milliards en 2007, or il faudrait que chaque année, 18 milliards de dollars supplémentaires soient accordés par les pays développés pour atteindre l'objectif du doublement de l'aide décidé par le G8 en 2005.
Cela étant dit, l'allègement de la dette des pays en voie de développement leur a permis d'allouer plus de ressources à la lutte contre la pauvreté.
- Cible 1

Répondre aux besoins spécifiques des pays les moins avancés, des pays enclavés et des îles les plus petites en développement. L'aide publique au développement demeure largement en dessous des 0,7 % du PIB décidés par les membres de l'OCDE. Les pays les moins avancés reçoivent un tiers de l'aide totale.
- Cible 2

Développer rapidement un système commercial et financier plus ouvert, respectueux du droit, prévisible et non-discriminatoire. Peu de progrès ont été faits dans l'abolition des barrières douanières pour les produits en provenance des pays en voie de développement vers les pays développés. D'autre part, le montant des subventions aux agricultures des pays développés nuit particulièrement à l'aide publique au développement. En 2006, ces subventions ont atteint 372 milliards de dollars contre 104 milliards pour l'aide publique au développement.
- Cible 3

Rééchelonner la dette des pays pauvres. En 2008, 33 des 41 pays susceptibles d'obtenir un allègement de leur dette extérieure ont rempli les conditions de l'initiative pays pauvres très endettés (PPTE). 23 de ces pays ont rempli les objectifs de cette initiative et ont été exemptés du remboursement de 48,2 milliards de dollars. Combiné avec la hausse des revenus de leurs exportations, cet allègement leur permet désormais de terminer le remboursement d'une dette très diminuée.
- Cible 4

Rendre accessible et à un coût raisonnable les principaux médicaments dans les pays en voie de développement (en coopération avec l'industrie pharmaceutique). Les politiques nationales de santé publique dans les pays développés pâtissent du faible volume de médicament offerts ou vendus à prix cassés par les multinationales du secteur pharmaceutiques. La cible 4 vise donc à remédier à cet état, en privilégiant notamment l'instauration d'un système de médicaments génériques de substitution lorsque c'est possible.
- Cible 5

Partager les retombées du développement des NTIC avec les pays en développement. Le nombre d'abonnés à un téléphone fixe ou mobile a littéralement bondi, de 530 millions en 1990 à plus de 4 milliards fin 2006, dont 2,7 milliards pour la téléphonie mobile. C'est une occasion unique de combler le fossé technologique entre pays pauvres et pays riches, le téléphone portable étant souvent cité comme l'un des principaux instruments de développement économique des pays en voie de développement. L'accès à Internet permettra également de remplir plusieurs des Objectifs du Millénaire, notamment ceux liés à l'éducation des enfants et à la santé publique.

## Bilan/État des lieux
Après un rapport publié en juin 2010, et 5 ans avant de l'échéance des OMD, plus de 140 chefs d'État et de gouvernement se sont retrouvés à l'ONU (New York), le  22 septembre 2010, réaffirmant leurs engagements, malgré les « crises globales, des catastrophes naturelles et des conflits actuels ». L'ONU, par la voix de son secrétaire général Ban Ki-moon, reconnait que les avancées sont insuffisantes, avec un bilan mitigé, pour Joseph Deiss (président de l'Assemblée générale de l'ONU), la faim concerne 925 millions de personnes et les indicateurs sont mauvais pour les objectifs concernant le SIDA, le développement durable, et l'objectif de réduction de la perte de la biodiversité en 2010, qui ne pourra pas être atteint ( « Si les tendances actuelles se confirment, la perte de biodiversité continuera jusqu'à la fin du siècle, alors que des milliards de personnes en dépendent directement pour leurs modes de subsistance, voire leur survie » ; l'ONU appelle à une  action urgente d'ici 2020). La surpêche semble avoir cessé de croître, mais persiste, avec seulement 20 % des stocks halieutiques  modérément exploités ou sous-exploités. La déforestation et dégradation des forêts a ralenti dans le monde depuis 2000, mais elle se poursuit en Afrique et Amérique du Sud, et les programmes asiatiques de reboisements qui la compensent en partie ne sont pas toujours très favorables à la biodiversité. 13 millions d'hectares de forêt ont été perdus par an durant la 1re décennie du XXe siècle, avec une perte de puits de carbone et des incendies qui ont contribué pour 18 à 25 % des émissions de gaz à effet de serre, ce qui aggrave le changement climatique, en diminuant nos capacités de résilience écologique. 
Les émissions mondiales de CO2 ont augmenté de 35 % en 2007 par rapport 1990. Les pays riches y contribuent toujours le plus, avec environ 12 t/habitant de CO2 émis par an en 2007, contre une moyenne de 3 t/an dans les régions en développement.
Le Protocole de Montréal de 1987 a joué son rôle, diminuant de 98 % (fin 2008) des substances attaquant la couche d'ozone. 
884 millions de personnes n'ont toujours pas accès à une eau potable dans le monde mais l'objectif visant à diminuer de 50 % la population n'ayant pas accès à l'eau potable sera atteint ou dépassé en 2015. En revanche que 2,6 milliards d'individus sont démunis d'installations sanitaires, l'objectif d'un assainissement pour tous reste hors de portée. La tendance est mauvaise (2,7 milliards en 2015. 5 millions de personnes meurent chaque année de maladies liées à l'eau insalubre : choléra, diarrhée, hépatite, typhoïde, etc.). La dégradation des services écosystémiques rend plus difficile l'atteinte des objectifs d'amélioration de santé, de la santé maternelle, d'approvisionnement en eau potable et de lutte contre la faim. À la veille de la Conférence internationale sur la diversité biologique (Nagoya, octobre 2010) l'ONU considère que le premier enjeu est devenu de restaurer et préserver les écosystèmes.
Pour Ban Ki-moon, les explications à cette situation sont le « manque d'engagement et de ressources, le déficit de responsabilité des dirigeants, l'insuffisance de soutien technique et de partenariats ».  Le rapport de 2010, A Brief for Policymakers on the Green Economy and the Millenium Development Goals, publié à cette occasion conclut que « Des investissements dans l'énergie propre et les transports durables, comme dans des modes de gestion durable des forêts et de l'agriculture, pourraient largement contribuer aux objectifs de réduction de la pauvreté établis à l'échelle internationale ». Mi 2010, l'ONU estimait que le taux de pauvreté devrait baisser de 15 % d’ici à 2015, ce qui signifie qu’ environ 920 millions de personnes vivront au–dessous du seuil de pauvreté[réf. nécessaire], soit la moitié de celui de 1990.
Achim Steiner du PNUE estime qu'« Il est de plus en plus évident qu'une transition rapide vers une économie verte, pauvre en carbone, respectueuse des ressources et génératrice d'emplois permet non seulement de résoudre les défis de la durabilité du XXIe siècle, mais qu'elle contribue largement à atteindre les autres OMD ». Quelques villes, comme Curitiba au Brésil, ou pays comme le Costa Rica pour sa stratégie efficace de développement soutenable et de protection de la biodiversité ou l'Ouganda pour sa promotion de l'agriculture biologique, sont cités en exemple. Au Népal, 14 000 groupes d'utilisateurs de forêts communautaires ont réussi à « inverser le taux de déforestation des années 1990 par des politiques communautaires adaptées qui établissaient des règles pour la cueillette, des prix de production et de partage des bénéfices ».
En 2015 sont publiés les Objectifs de développement durable, qui prennent la suite des Objectifs du millénaire pour le développement.